# AK Buzet Autosport
Auto klub Buzet Autosport, hrvatski automobilistički klub iz Buzeta. Sjedište je u II. Istarske brigade 1/2. Organizira natjecanje Formula driver. Uspješni članovi iz kluba su Igor Bogović, Alen Prodan, Sanjin Prodan, Vjekoslav Čičko, Marin Nežić, Patrik Vivoda, Romeo Vivoda, Manuel Merlić, Romina Bressan, Loris Krbavac, Marin Krajcar, Dragan Sergo, Robert Slavić, Mladen Sergo i dr.

## Povijest
Osnovali su ga mladi članovi Skok Racinga, sa željom da stvore novi klub, koji su odlučili svoju novu karijeru nastaviti u svom gradu te su 2003. godine osnovali svoj auto klub i nazvali ga po svom gradu Buzet Autosport. Od prvog dana bilo je pedesetak članova - vozača, sudaca i ljubitelja autošporta. Prvi je predsjednik bio Fabio Sinčić, buzetski poduzetnik koji je mnogo pridonio klubu i vozačima. Klub je odmah ostvario iznimno dobre rezultate na utrkama prvenstva Hrvatske. Također je već prvih godina klub organizirao lokalne utrke, imajući u srednjoročnom cilju organizirati prepoznatljiva prvenstva regije Zapad u autoslalomu i autocrossu. To su uspjeli. Nazvali su ih prerano preminulim članovima: Memorijal Mladen Žulić i Memorijal Moreno Komar. AK Buzet Autosport osvojio je klupskog prvaka, državnih prvaka i Zlatni volan i izvrsne rezultate u svim disciplinama auto utrka.
2015. i 2016. godine pobijedili su u ukupnom poretku ekipnog prvenstva Hrvatske.

## Vanjske poveznice
- Buzet Autosport  Arhivirana inačica izvorne stranice od 23. rujna 2017. (Wayback Machine)
- Facebook AK Buzet Autosport
- Racing.hr  Arhivirana inačica izvorne stranice od 9. studenoga 2019. (Wayback Machine)